# Decio Canzio
Decio Canzio (Milano, 27 ottobre 1930 – Milano, 4 gennaio 2013) è stato un curatore editoriale e fumettista italiano.

## Biografia
Nasce da Stefano Canzio (1898-1976) e Paolina Confalonieri, unico loro figlio. Prende il nome dal nonno paterno Decio Canzio (1870-1955), genovese, uno dei sedici figli del generale Stefano Canzio e di Teresita Garibaldi, figlia di Giuseppe e Anita Garibaldi, che sono quindi suoi trisnonni.
Dopo alcune esperienze in campo industriale (chimico in uno zuccherificio) e nell'editoria, e il matrimonio con Silviana Vercelli che gli dà nel 1966 l'unico figlio Stefano (continuando la tradizione patrilineare dell'alternanza dei nomi Decio e Stefano), viene nominato capo ufficio stampa dell'Ente provinciale per il turismo del comune di Milano.
Nell'ottobre del 1971 Sergio Bonelli gli affida il compito di curare la Collana America, una serie di volumi monografici di produzione statunitense dedicati a vari aspetti della storia della frontiera pubblicati dalla casa editrice Altamira (l'attuale Sergio Bonelli Editore). Inizia così la sua collaborazione con Bonelli, di cui diventerà presto il più stretto collaboratore.
Il suo esordio nel mondo del fumetto avviene nel febbraio del 1973 con la storia del Piccolo Ranger L'artiglio del mostro pubblicata sul numero 111 della Collana Cow Boy. Del personaggio Canzio diventerà il principale autore (nel complesso ne sarà il secondo più prolifico scrittore dopo il creatore Andrea Lavezzolo) dando nuova linfa alla serie e apportando nelle storie elementi avventurosi, horror e fantascientifici. Negli stessi anni si occupa anche del ritorno in edicola del personaggio Akim e della collana Un uomo un'avventura, per cui scrive anche le storie L'uomo del Nilo e L'uomo del Messico, disegnate da Sergio Toppi.
All'inizio degli anni ottanta viene nominato direttore generale della Sergio Bonelli Editore, incarico che manterrà fino al suo ritiro nel dicembre del 2006, quando la mansione passerà allo stesso Sergio Bonelli. I suoi vari compiti comprendono, tra l'altro, quello di editing e supervisione di tutte le collane della casa editrice, curare i contatti con i collaboratori e visionare le proposte degli aspiranti sceneggiatori e disegnatori. Anche dopo il suo ritiro Canzio, pur nei limiti consentiti dal suo stato di salute, continuerà comunque a collaborare con la casa editrice.
Il suo nome figura anche tra gli sceneggiatori di Zagor, dove esordisce con il numero 139 del febbraio 1977 (Il cavaliere misterioso, disegni di Franco Donatelli). Per il personaggio di Sergio Bonelli scriverà in tutto 16 storie. Scrive anche due storie per Tex: L'oro di Klaatu (disegni di Fernando Fusco) e Il messaggio cifrato (scritta insieme a Claudio Nizzi e disegnata da Guglielmo Letteri), entrambe pubblicate nel 1994. Del ranger sarà anche curatore della testata per alcuni anni.
Nel 1985 gli è stato assegnato il premio ANAFI "per la lunga e coerente militanza come soggettista e come curatore di collane, e per la sua attività articolata in più direzioni, ciò che lo connota come un sagace, sensibile e autentico editor", e poi ancora nel 1996 "per l'apporto creativo manifestato nello scrivere testi per le diverse serie, unito alle capacità manageriali evidenziate ormai da molti anni nella direzione generale della Casa Editrice Bonelli".
Canzio era discendente diretto di Giuseppe Garibaldi e Stefano Canzio ed è stato un collezionista di cimeli di epoca garibaldina.
L'Almanacco dell'Avventura 2014 (uscito nel settembre 2013) è interamente dedicato Canzio e a Sergio Toppi, con la riproposta delle storie L'uomo del Nilo, L'uomo del Messico e L'uomo delle paludi (quest'ultima realizzata dal solo Toppi) oltre a vari articoli sulle loro figure.